# ヘラコプターズ
ヘラコプターズ（The Hellacopters）は、1994年に結成されたスウェーデンのロック・バンド。

## 経歴
1994年結成。当時、エントゥームドのドラマーだったニッケ・アンダーソンのサイド・プロジェクトとしてスタートしたが、本業のエントゥームドが契約問題でゴタゴタしてきたのと、他のメンバーとの音楽性のずれから脱退。その間、ヘラコプターズの方はファースト・アルバム、セカンド・アルバムと順調にステップ・アップしていき、結成当時からのサポート・メンバーのアンダース・リンドストロームが正式加入したが、ここでギターのドレゲンがバックヤード・ベイビーズに専念するため脱退。一時的にチャック・パウンダーやマティアス・ヘルバーグをギターにしツアーをしのぐ。1999年に入り、ロバート・ダールクヴィストが加入。ここで現在（2006年）のラインナップが揃う。主な競演バンドとして、ローリング・ストーンズ、キッス、フー・ファイターズ、ザ・ハイヴス、ザ・ダットサンズ、ザ・サウンドトラック・オブ・アワ・ライブス、ケント、ウェイン・クレイマー、モンスター・マグネットなど。意外なところでベックと競演している。
2007年10月13日、フロントマンのニッケ・アンダーソンが解散を発表した。 多くの個人的な問題が解散の原因になったとのこと。 既に最後のスタジオ・アルバムのミキシングを終えており、2008年の年頭に『Head Off』としてリリースされた。 同年秋に最後のツアー「The Tour Before The Fall」を開催した。
2016年、ファースト・アルバム『スーパーシッティ・トゥ・ザ・マックス』のリリース20周年を機に再結成。2022年にはアルバム『アイズ・オブ・オブリヴィオン』を発表している。

## メンバー

### 最新メンバー
- ニッケ・アンダーソン（Nicke Andersson、Nick Royale、1972年8月1日 - ） - リード・ボーカル、ギター、ベース、キーボード（1994年–2008年、2016年– ）

元エントゥームドのドラマー。エントゥームドのセカンド・アルバムではボーカルも担当している。ソロ・シングルを2枚発表しており、主なサイド・プロジェクトとしては、元ソニックス・ランデヴー・バンドのスコット・モーガンとのザ・ハイドロマティックス、ザ・ソリューションというバンドでそれぞれ1枚ずつアルバムを発表（共にドラムで参加）。DTK/MC5にも参加している。MC5の野球帽がトレードマーク。ヘラコプターズ解散後はインペリアル・ステイト・エレクトリックで活動し、来日もしている。ニック・ローヤル（Nick Royale）の通称もある。
- ロバート・エリクソン（Robert Eriksson、1972年3月7日 - ） - ドラム、パーカッション、ボーカル（1994年–2008年、2016年– ）

結成当初からのメンバー。ニッケが元々ドラマーだったので、レコーディングではニッケに指示されてその通りにドラムを叩いていると雑誌のインタビューで言われていたが真相は定かではない。スウェアー・グルーヴスというバンドでアルバムを3枚出している。
- アンダース・リンドストローム（Anders Lindström、1969年7月19日 - ） - オルガン、ピアノ、キーボード、ボーカル（1996年–2008年、2016年– ）

バンドの最年長メンバーで1番背が高い。アルバム『グランド・ロック』ではギターも弾いている。ヘラコプターズと平行してダイアモンド・ドッグスにはギターで参加、4枚アルバムが出ている。愛称はボバ。
- ドレゲン（Dregen） - ギター、パーカッション、ボーカル（1994年–1997年、2016年– ）

バックヤード・ベイビーズの活動でも知られる。
- ドルフ・デボースト（Dolf DeBorst） - ベース、ボーカル（2018年– ）

### 旧メンバー
- ケニー・ホーカンソン（Kenny Håkansson、1972年11月25日 - ） - ベース（1996年–2008年、2016年）

ニッケの幼馴染で子供の頃からニッケとバンドを組んでいた。
- ダン・アンダーソン（Danne Andersson） - ギター、ボーカル（1997年）

- マティアス・ヘルバーグ（Mattias Hellberg） - ギター、ボーカル（1997年–1998年）

- ロバート・ダールクヴィスト（Robert Dahlqvist、1976年4月1日 - 2017年2月1日） - ギター（1999年–2008年）

1999年から参加。当初はニッケ・アンダーソンに名前を覚えてもらえず、よくギターの弦を切ることからストリングスの愛称で呼ばれている。ソロ・プロジェクトとしてサンダー・エクスプレスというバンドで2枚アルバムを発表。アンダース・リンドストロームと共にダイアモンド・ドッグスにも1枚参加している。2017年2月1日、自宅バスタブで死亡しているのを発見された。40歳没。
- サミ・ヤッファ（Sami Yaffa） - ベース（2017年）

ハノイ・ロックス、ニューヨーク・ドールズへの参加でも知られる。

## ディスコグラフィ

### スタジオ・アルバム
- 『スーパーシッティ・トゥ・ザ・マックス』 - Supershitty to the Max! (1996年、Man's Ruin)
- 『ペイイン・ザ・デュース』 - Payin' the Dues (1997年、White Jazz)
- 『グランド・ロック』 - Grande Rock (1999年、White Jazz)
- 『ハイ・ヴィジビリティ』 - High Visibility (2000年、Polar/Universal)
- 『バイ・ザ・グレイス・オブ・デッド』 - By the Grace of God (2002年、Universal)
- 『ロックンロール・イズ・デッド』 - Rock & Roll Is Dead (2005年、Universal)
- 『ヘッド・オフ』 - Head Off (2008年、Wild Kingdom)
- 『アイズ・オブ・オブリヴィオン』 - Eyes of Oblivion (2022年、Nuclear Blast)

### EP
- 『ディスアポイントメント・ブルース』 - Disappointment Blues (1998年、White Jazz)
- Doggone Your Bad-Luck Soul (1999年、Man's Ruin)
- Move Right Out Of Here (1999年、White Jazz)
- 『フジヤマ・イチバン』 - Geekstreak (2001年、Universal)
- Strikes Like Lightning (2004年、Universal)
- Same Lame Story (2007年、Bootleg Booze)
- My Mephistophelean Creed (2016年、Psychout)

### コンピレーション・アルバム
- Cream of the Crap! Vol. 1 (2002年、Universal)
- Cream of the Crap! Vol. 2 (2004年、White Jazz)
- 『グレイテスト・ヒッツ〜エアー・レイド・セレナーデ』 - Air Raid Serenades (2006年、Universal)

### シングル他
- "Killing Alan" (1995年)
- "1995" (1995年)
- "Now" (1996年)
- "(Gotta Get Some Action) Now!" (1996年)
- "Misantropic High" (1996年)
- "What Are You" (1997年)
- "Riot on the Rocks" (1997年)
- "What Are You" (1997年)
- "Soul Seller" (1997年)
- "City Slang" (1998年)
- "Like No Other Man" (1998年)
- "Looking at Me" (1998年)
- "Hey" (1998年)
- "Dirty Women" (1999年)
- "Twist Action in New York" (1999年)
- "Down Right Blue" (1999年)
- "The Devil Stole the Beat from the Lord" (1999年)
- "Twist Action Over America" (1999年)
- "Move Right Out of Here" (1999年)
- "Scott Morgan and the Hellacopters" (1999年)
- "Twist Action in 2000" (2000年)
- "It's Not a Long Way Down" (2000年)
- "Toys and Flavours" (2000年)
- "Hopeless Case of a Kid in Denial" (2000年)
- "No Song Unheard" (2001年)
- "By the Grace of God" (2002年)
- "Carry Me Home" (2002年)
- "Everything's on T.V." (2005年)
- "I'm in the Band" (2005年)
- "The Same Lame Story" (2007年)
- "In the Sign of the Octopus" (2008年)
- "Darling Darling" (2008年)
- "Reap A Hurricane" (2021年)[3]
- "En valsmelodi" (2023年) ※with Thåström